# (Benzylidèneacétone)fer tricarbonyle
Le (benzylidèneacétone)fer tricarbonyle est un composé organofer de formule chimique (η4-C6H5CH=CHC(O)CH3)Fe(CO)3, parfois abrégée (bda)Fe(CO)3. Il se présente comme un solide rouge cristallisé et est utilisé comme source d'unités Fe(CO)3. Il s'agit d'un complexe en tabouret de piano avec une liaison haptique entre l'atome de fer et une cétone. Il est caractérisé par des raies spectrales infrarouges à 2065, 2005 et 1985 cm−1 dans le cyclohexane, ces trois raies indiquant le faible degré de symétrie du complexe, qui est chiral. On peut l'obtenir par réaction du nonacarbonyle de difer Fe2(CO)9 sur la benzylidèneacétone C6H5CH=CHC(O)CH3.

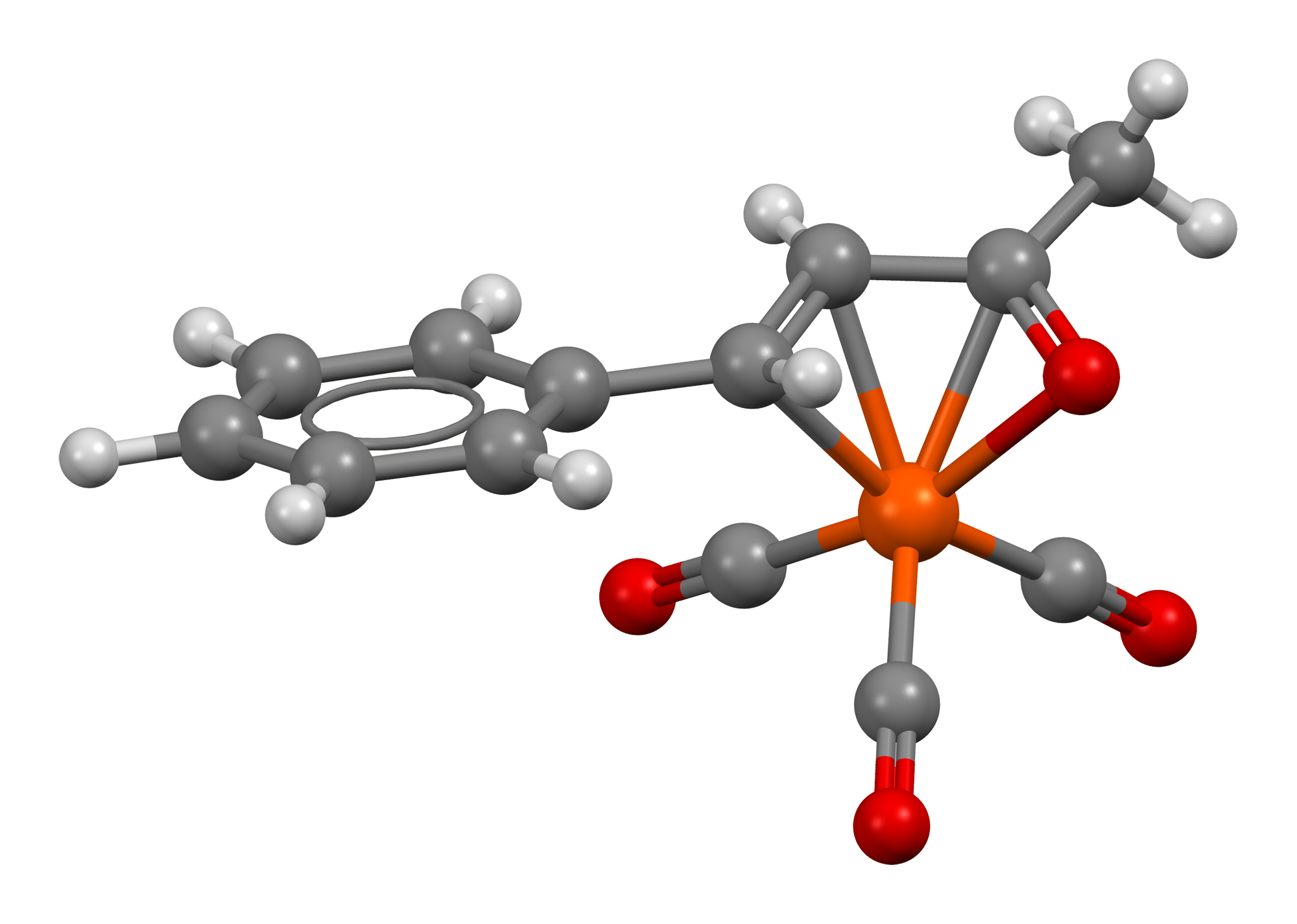
Structure 3D déterminée par cristallographie (forme monoclinique)[4].

## Réactions
La (bda)Fe(CO)3 peut réagir avec une base de Lewis pour donner des adduits sans déplacement de la benzylidèneacétone. Les réactifs du type (bda)Fe(CO)2(PR3) agissent comme sources de "Fe(CO)2(PR3)", où R représente par exemple un résidu aryle.
D'autres sources de Fe(CO)3 sont par exemple le nonacarbonyle de difer Fe2(CO)9 et le complexe Fe(CO)3(cyclooctène)2, ce dernier étant très réactif et sensible à la chaleur. Les dérivés imine de l'aldéhyde cinnamique C6H5CH=CHCHO tels que C6H5CH=CHC(H)=NC6H5 forment également des adduits réactifs avec Fe(CO)3, aux propriétés plus intéressantes à certains égards que (bda)Fe(CO)3.